# Rose Simmonds

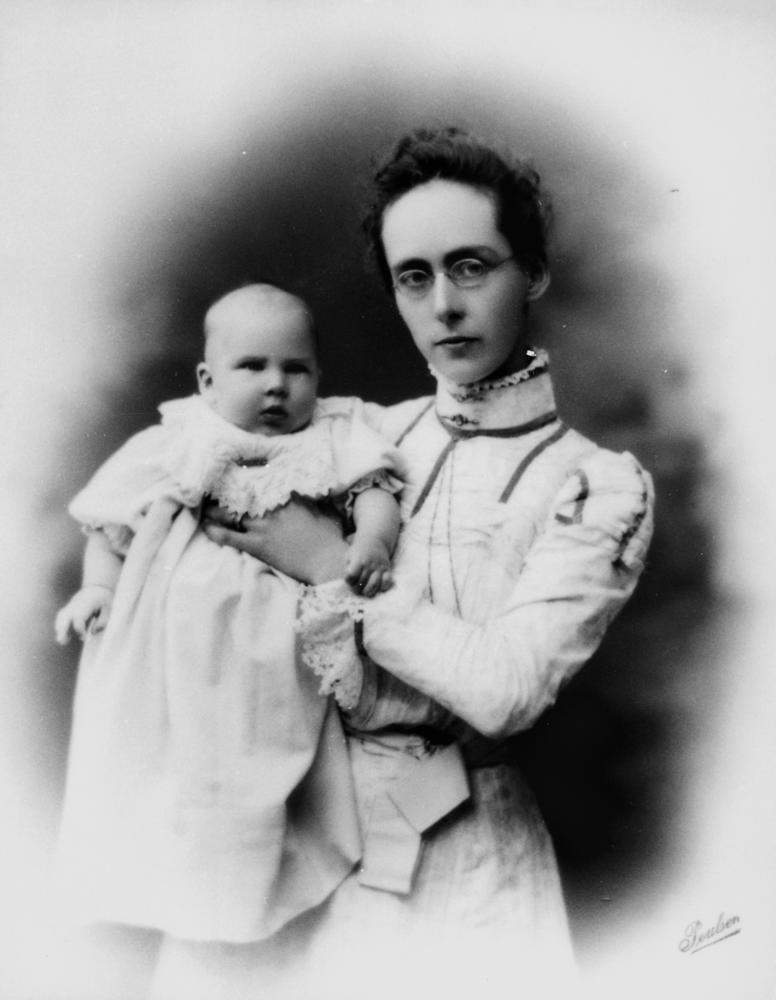
Rose Simmonds, vermutlich mit einem ihrer Söhne (ca. 1905)

Rose Simmonds (* 26. Juli 1877 in Islington, London, England, als Rose Culpin; † 3. Juli 1960 in Auchenflower, Queensland) war eine australische Fotografin, deren Werk dem Piktorialismus zugerechnet wird.

## Leben
Rose Culpin wurde im Sommer 1877 im Londoner Stadtteil Islington als Tochter des Arztes Millice Culpin geboren. Um 1891 wanderte die Familie in die damalige britische Kolonie Queensland ins heutige Australien aus, wo ihr Vater in Taringa im Raum Brisbane eine eigene Praxis eröffnete. Zudem wurde er politisch aktiv und saß von 1903 bis 1906 für Brisbane im australischen Repräsentantenhaus. Rose besuchte das Brisbane Technical College und nahm dort Kunstunterricht bei dem Maler Richard Godfrey Rivers. Im Frühjahr 1900 heiratete sie den 15 Jahre älteren Steinmetz John Howard Simmonds, mit dem sie in den nächsten Jahren zwei Söhne bekam. Ihr Ehemann und später auch ihr ältester Sohn John Howard Simmonds jnr. (1901–1992) erforschten hobbymäßig die Flora und Fauna von Queensland, woran sich Rose bis zu einem gewissen Grad beteiligte. John Howard Simmonds jnr. wurde später ein renommierter Pflanzenpathologe. Ihr Ehemann pflegte zudem die von ihm angefertigten Grabsteine photographisch zu dokumentieren und hatte sich deshalb im Zuhause der Familie eine Dunkelkammer eingerichtet. Auf diesem Wege entdeckte Rose die Fotografie. Zunächst fertigte sie hauptsächlich Fotografien ihrer Söhne an, ehe sie ihr Spektrum erweiterte.
Die Hauptphase ihres Schaffens begann etwa 1927, als sie damit begann, regelmäßig Beiträge in die Wettbewerbe des Queensland Camera Club und des Australasian Photo-Review einzureichen. Erhielten ihre ersten Einreichungen noch gemischte Kritiken, konnte sie bald erste Wettbewerbssiege verzeichnen; in den nächsten Jahren platzierte sie sich regelmäßig auf den ersten Rängen. Simmonds’ fotografischer Stil lässt sich der damals populären Stilrichtung des Piktorialismus zurechnen, also eine künstlerische, impressionistische Inszenierung von Motiven. Sie profitierte dabei von ihrer künstlerischen Ausbildung und ihrem allgemeinen Interesse an der Malerei. Vereinzelt wiesen ihre Fotografien auch modernistische Einflüsse auf. Viele ihrer Fotografien entstanden auf Exkursionen des Queensland Camera Club, in dessen Vorstand sie bereits 1928 berufen worden war. Ab den 1930ern wurden ihren Werke auch überregional bekannt und in Ausstellungen in New South Wales und Auckland gezeigt. 1937 wurde sie in die britische Royal Photographic Society aufgenommen. Etwa 1941 beendete Simmonds aus unbekannten Gründen ihr photographisches Schaffen. Sie starb im Sommer 1960 im Alter von 82 Jahren in Auchenflower, einem Vorort von Brisbane. Eine bedeutende Sammlung ihrer Werke befindet sich in der Queensland Art Gallery, weitere Werke sind im Besitz der John Oxley Library in Brisbane und der National Gallery of Victoria in Melbourne.